# Šaržen'ga
La Šaržen'ga (in russo Шарженьга?) è un fiume della Russia europea, affluente di sinistra del fiume Jug, nel bacino della Dvina settentrionale. Scorre nell'Oblast' di Vologda.
La sorgente del fiume si trova sull'altopiano degli Uvali settentrionali, nella palude Šaržegskij. Il fiume ha sponde ripide e scoscese. Per tutta la sua lunghezza, dal paese di Argunovo alla foce, sono presenti strati di tufo calcareo. La direzione generale della corrente è sud-est, nel corso medio e inferiore tocca alcuni villaggi. Sfocia nello Jug a 306 km dalla foce. Ha una lunghezza di 183 km, il suo bacino è di 1 500 km².
Gela da fine ottobre - novembre, sino alla seconda metà di aprile - inizio maggio.